# Leo Greiml
Leo Greiml (* 3. Juli 2001 in Horn) ist ein österreichischer Fußballspieler. Er steht seit der Saison 2024/25 bei NAC Breda unter Vertrag.

## Karriere

### Verein
Greiml begann seine Karriere beim SV Horn. 2014 kam er in die AKA St. Pölten. Zur Saison 2018/19 wechselte er zum SK Rapid Wien. Im August 2018 debütierte er für die Amateure von Rapid in der Regionalliga, als er am vierten Spieltag jener Saison gegen die SV Schwechat in der Startelf stand.
Im November 2018 stand er gegen den Wolfsberger AC erstmals im Kader der Profis von Rapid, kam jedoch zu keinem Einsatz. Im Mai 2019 erhielt er einen bis Juni 2022 laufenden Vertrag bei Rapid. Im selben Monat debütierte er für die Profis, als er im Finalhinspiel des Europa-League-Playoffs gegen den SK Sturm Graz in der 27. Minute für Mario Sonnleitner eingewechselt wurde. In jenem Spiel, das Rapid 2:1 verlor, verschuldete Greiml einen Elfmeter und erzielte zudem per Eigentor den Siegtreffer für Sturm.
Zur Saison 2019/20 wurde der Innenverteidiger ein fester Teil des Profikaders der Wiener. In jener Saison kam er bis zur COVID-bedingten Saisonunterbrechung im März 2020 allerdings primär für die Amateure Rapids in der Ostliga zum Einsatz, für die Profis absolvierte er bis dahin nur ein Bundesligaspiel. Nach der Wiederaufnahme des Spielbetriebs im Juni 2020 profitierte Greiml von Verletzungen seiner beiden Konkurrenten auf dieser Position, Mateo Barać und Christopher Dibon, und war bis Saisonende in der Abwehr der Wiener gesetzt. Insgesamt kam er 2019/20 zu neun Bundesligaeinsätzen. In der folgenden Saison 2020/21 kam er ebenfalls regelmäßig zum Einsatz und gab in der Qualifikation zur UEFA Champions League gegen Lokomotiva Zagreb auch sein internationales Debüt. Für Rapid kam er insgesamt in 27 Pflichtspielen zum Einsatz, davon 21 Mal in der Bundesliga.
In der Saison 2021/22 war er gesetzt in der Innenverteidigung Rapids, ehe er sich nach 20 Pflichtspieleinsätzen im Oktober 2021 in einer Ligapartie gegen den TSV Hartberg das Kreuzband riss und den Meniskus verletzte, wodurch er den Rest der Saison verpasste. Trotz dieser schweren Verletzung schlug er Angebote für eine zweite Vertragsverlängerung in Wien aus und verließ den Klub somit nach seinem Vertragsende nach der Saison 2021/22 nach vier Jahren.
Daraufhin wechselte er zur Saison 2022/23 ablösefrei nach Deutschland zum Bundesligaaufsteiger FC Schalke 04, bei dem er einen bis Juni 2025 laufenden Vertrag erhielt. Wegen zahlreichen Verletzungen kam er dort nur zu wenigen Einsätzen und wechselte zur Saison 2024/25 zu NAC Breda in den Niederlanden.

### Nationalmannschaft
Greiml spielte im Februar 2017 erstmals für eine österreichische Jugendnationalauswahl. Im September 2017 debütierte er gegen Belgien für die U-17-Mannschaft.
Im März 2019 kam er gegen Georgien zu seinem ersten Einsatz für die U-18-Auswahl. Im November 2020 spielte er gegen Andorra erstmals im U-21-Team.